# حقوق گیاهان
حقوق گیاهان، حقوقی است که ممکن است گیاهان مستحق آن شناخته شوند. درست مثل مواردی که در رابطه با حقوق بشر، حقوق جانوران، «زیست‌محوری» یا «ذی‌شعورمحوری» بروز می‌کند.

## فلسفه
در رومان ایریوهان از ساموئل باتلر، فصلی وجود دارد با عنوان «نگرش‌های یک فیلسوف اهل ایریوهان در مورد حقوق سبزیجات».
در مورد این پرسش که آیا حقوق جانوران را می‌توان به گیاهان نیز تعمیم داد، تام ریگان فیلسوف حقوق جانوران، استدلال می‌کند که جانوران از آنجایی که دارای شعور یا به قول او «سوژه‌های زندگی» هستند، حقوقی را به دست می‌آورند. او استدلال می‌کند که این امر در مورد گیاهان صدق نمی‌کند و حتی اگر گیاهان حقوقی هم داشته باشند، به دلیل استفاده از گیاهان برای پرورش جانوران، اجتناب از خوردن گوشت همچنان اخلاقی خواهد بود.
به گفته فیلسوف «مایکل ماردر»،  این ایده که گیاهان باید حقوق داشته باشند، از «فردیت گیاهان» ناشی می‌شود که از شخصیت انسان متمایز است. «پاول دبلیو. تیلور» معتقد است که تمام حیات دارای ارزش ذاتی است و استدلال می‌کند که به گیاهان احترام گذارده شود، اما برای آن‌ها حقوقی قایل نیست. «کریستوفر دی. استون»،  پسر روزنامه‌نگار تحقیقی «آی.اف. استون»،  در سال ۱۹۷۲ میلادی در مقاله‌ای به عنوان «آیا درختان باید جایگاهی داشته باشند؟» پیشنهاد کرد که اگر به شرکت‌ها حقوقی داده می‌شود، برای اجسام طبیعی مثل درختان نیز باید حقوقی قایل شد. استون با اشاره به مثال‌هایی چون گسترش حقوق سیاهپوستان، یهودیان، زنان و جنین‌ها، توضیح داد که در طول تاریخ، جوامع برای «نهادهایی» حقوق قایل شده‌اند که قبلاً مردم آن را «غیرقابل تصور» می‌پنداشتند.
«متیو هال» در حالیکه مستقیماً به «حقوق» متوسل نمی‌شود، استدلال می‌کند که گیاهان باید در قلمرو ملاحظات اخلاقی انسان شامل شوند. اثر «گیاهان به عنوان اشخاص: یک گیاه‌شناسی فلسفی» او، پیشینه اخلاقی گیاهان در فلسفه غربی را مورد بحث قرار داده و آن را در مغایرت با سنت‌های دیگر، از جمله فرهنگ‌های بومی که گیاهان را به عنوان شخص و موجودات فعال، باهوش و مناسب دریافت احترام و مراقبت، می‌شناسند، می‌داند. هال پیشنهادش برای در نظر گرفتن اخلاقی گیاهان را با استدلالاتی مبتنی بر زیست‌شناسی عصبی پشتیبانی می‌کند که بر اساس آن گیاهان خودمختار و ادراکی بوده و قادر به رفتارهای پیچیده و سازگار از جمله تشخیص خودی/ غیرخودی هستند.

## استدلالات علمی
در مطالعه فیزیولوژی گیاهی درمی‌یابیم که گیاهان دارای سازوکارهایی هستند که به وسیله آن تغییرات محیطی را تشخیص می‌دهند. این تعریف از ادراک گیاهان با این تصور که گیاهان قادر به احساس عواطف هستند، ایده‌ای که به آن نیز «ادراک گیاهی» می‌گویند، فرق دارد. پیشینه مفهوم اخیر، یک‌جا با هوش مندی گیاهان، به سال ۱۸۴۸ میلادی بر می‌گردد، زمانی که گوستاو تئودور فخنر، روان‌شناس تجربی آلمانی، پیشنهاد کرد که گیاهان ظرفیت درک هیجانات را دارند و اینکه می‌شود با صحبت، توجه و علاقه رشد سالم آن‌ها را افزایش داد.
«کمیته اخلاق فدرال سوئیس» در بیوتکنولوژی غیرانسانی، داده‌های علمی گیاهان را تجزیه و تحلیل کرده و در سال ۲۰۰۹ میلادی به این نتیجه رسید که گیاهان مستحق مقدار معینی از «کرامت» هستند، اما «کرامت گیاهان یک ارزش مطلق نیست».
حزب تک موضوعی گیاهان در انتخابات پارلمانی سال ۲۰۱۰ میلادی در هلند نامزد شد. این حزب به‌طور کلی بالای موضوعاتی هم چون آب و هوا، تنوع زیستی و پایداری تمرکز دارد. چنین نگرانی‌های به عنوان شواهدی مورد انتقال قرار گرفته‌اند که فرهنگ مدرن «باعث می‌شود تا ما توانایی تفکر انتقادی و تمایز نگرانی‌های اخلاقی جدی از بیهوده را از دست بدهیم».
دیدگاه علمی رایج امروز، کیفیت‌هایی چون ذی‌شعور بودن و خودآگاهی را به عنوان ویژگی‌هایی اعلام می‌کند که برای نشان دادن خودآگاهی، همان‌طور که در اعلامیه خودآگاهی کمبریج در ۷ ژوئیه ۲۰۱۲ در دانشگاه کمبریج به‌طور عمومی بیان شده‌است، به ساختارهای عصبی ویژه و کمی سوبستراهای نوروآناتومیکی، نوروشیمیایی و نوروفیزیولوژیکی نیاز داشته که در موجودات پیچیده تری که دارای دستگاه عصبی مرکزی اند دیده می‌شود. به همین ترتیب، گفته می‌شود که تنها ارگانیسم‌هایی که این ویژگی‌ها را از خود نشان دهند، یعنی تمام موجودات فرمانرو جانوران، ذی‌شعور و خودآگاه هستند و توانایی احساس و تجربه درد را دارند. اسفنج‌ها، پلاکوزواها و مزوزواها که بدنشان ساختار ساده داشته و سیستم عصبی ندارند، تنها اعضای فرمانرو جانوران هستند که ذی‌شعور نیستند.

## استدلال حقوقی

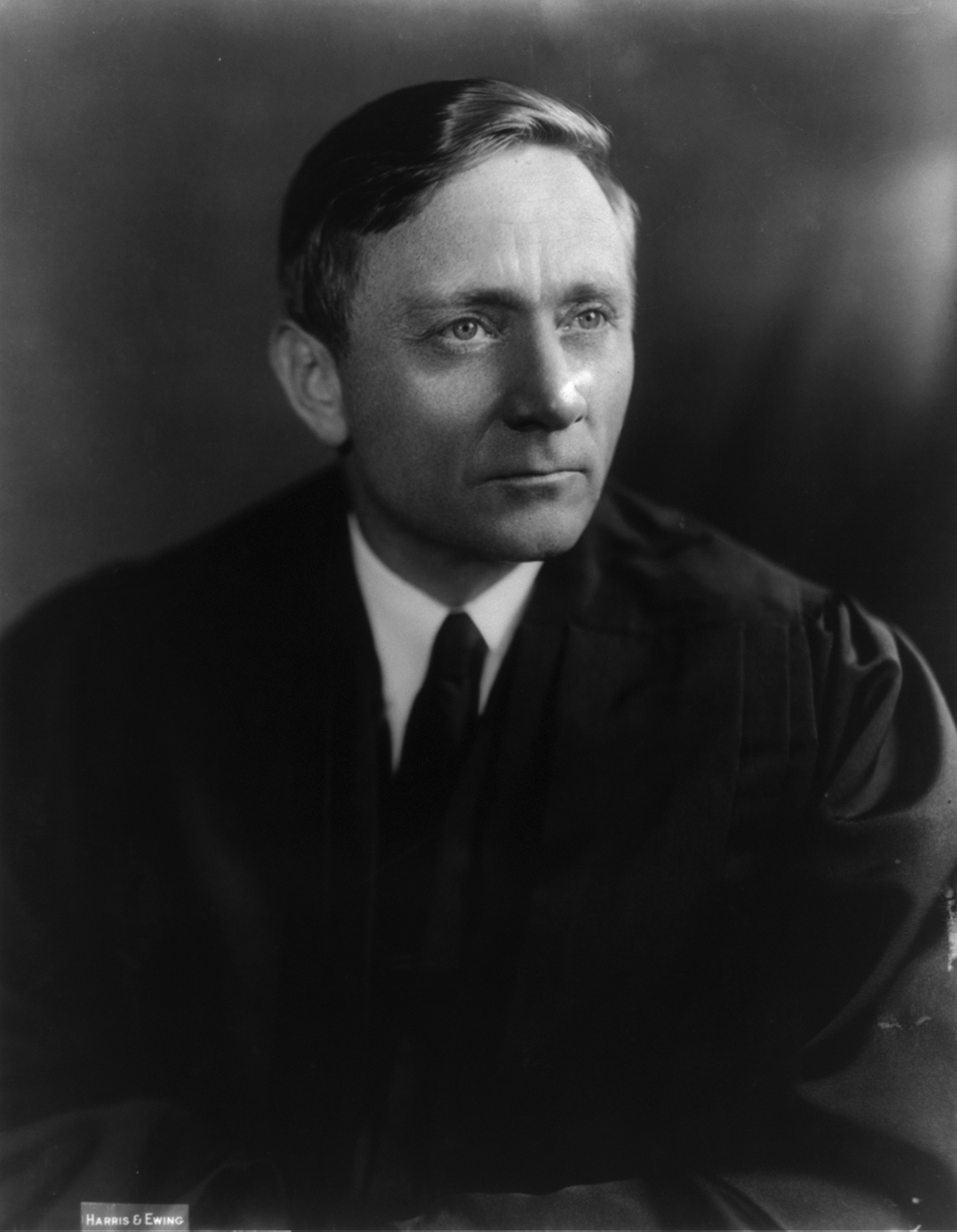
حقوقدان ویلیام او. داگلاس، مؤلف یکی از آثار قابل توجهی که با حقوق قانونی گیاهان مخالفت کرد.

دادرس ویلیام او. داگلاس در مخالفت خود به تصمیم دادگاه عالی ایالات متحده در پرونده «باشگاه سیرا علیه مورتون» سال ۱۹۷۲، در مورد این که آیا ممکن است گیاهان جایگاه قانونی داشته باشند، نوشت:
اجسام بی‌جان گاهی اوقات طرف دعوا هستند. یک کشتی شخصیت حقوقی دارد، اختراعی که برای اهداف دریایی مفید است… به همین ترتیب دره‌ها، مراتع آلپ، رودخانه‌ها، دریاچه‌ها، مصب‌ها، سواحل، پشته‌ها، بیشه‌های درختان، باتلاق‌ها، یا حتی هوایی که فشارهای مخرب تکنولوژی مدرن و زندگی مدرن را احساس می‌کنند… بنابراین صدای اجسام بی‌جان نباید خاموش شود.
قانون اساسی سوئیس حاوی ماده‌ای است که «در هنگام کار با جانوران، گیاهان و دیگر موجودات زنده باید به کرامت خلقت توجه شود» و دولت سوئیس مطالعات اخلاقی در مورد چگونگی محافظت از کرامت گیاهان را انجام داده‌است.
در سال ۲۰۱۲، رودخانه‌ای در نیوزیلند، شامل گیاهان و دیگر موجوداتی که در محدوده آن وجود داشتند، به‌طور قانونی به عنوان شخص دارای جایگاه اعلام شد (از طریق نگهبانان) تا اقدامات قانونی برای محافظت از منافع آن اعمال شود.

## استدلال‌های معروف
وقتی تیموتی مک‌وی از طرف مردم برای رفتار اخلاقی با جانوران به چالش کشیده شد تا گیاه‌خوار شود، استدلال کرد که «گیاهان نیز زنده هستند، آن‌ها به تحریکات (از جمله درد) واکنش نشان می‌دهند؛ سیستم دوران خون دارند و …».
جبهه آزادی‌بخش جانوران استدلال می‌کند که هیچ مدرکی دال بر این‌که گیاهان می‌توانند درد را تجربه کنند وجود نداشته و از آنجا که در برابر تحریکات واکنش دارند، مانند دستگاه ترموستاتی‌اند که به حسگرها واکنش نشان می‌دهد.